# Ölmühle (Düsseldorf-Angermund)

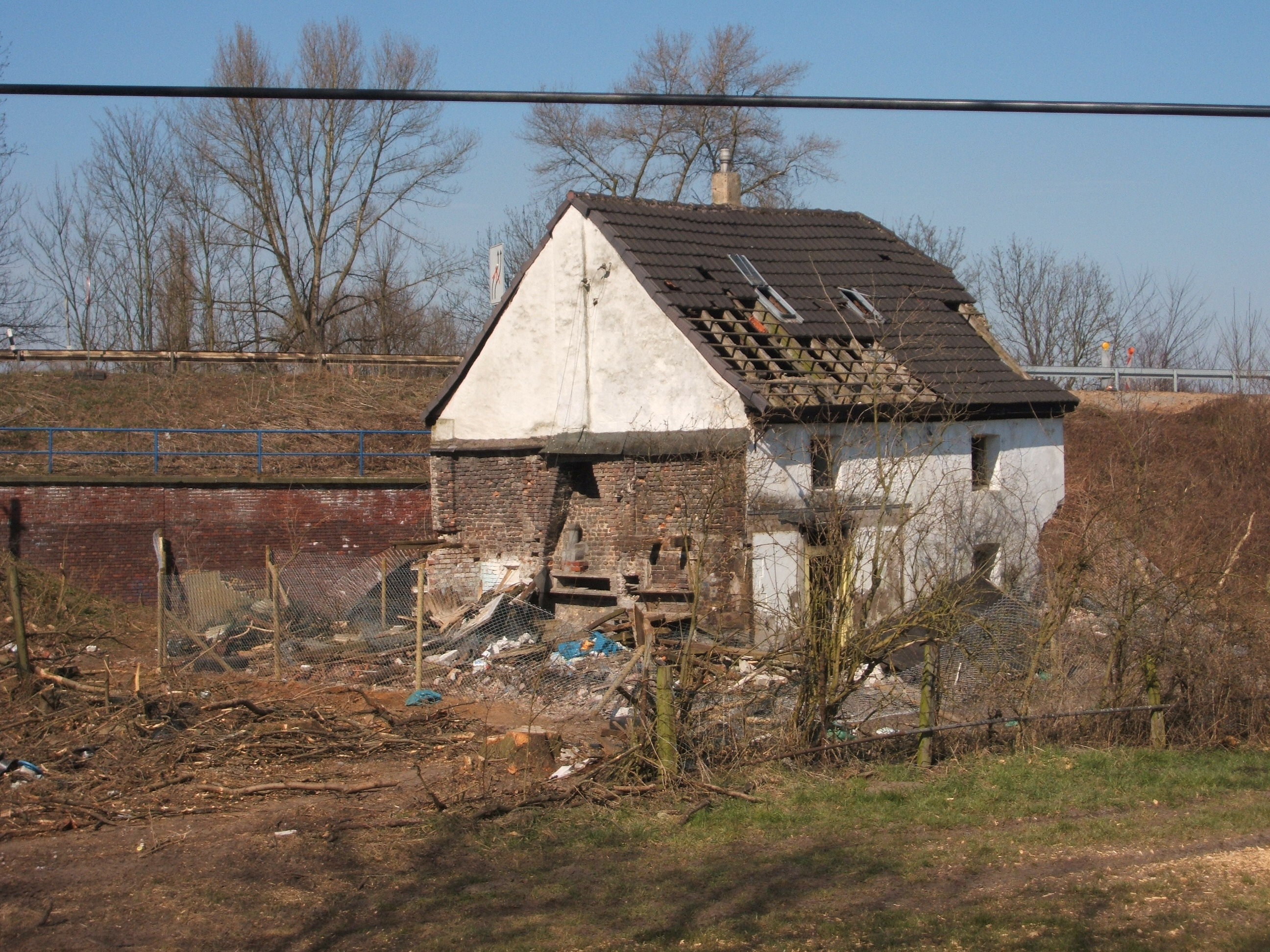
Ölmühle (Düsseldorf-Angermund) im April 2013

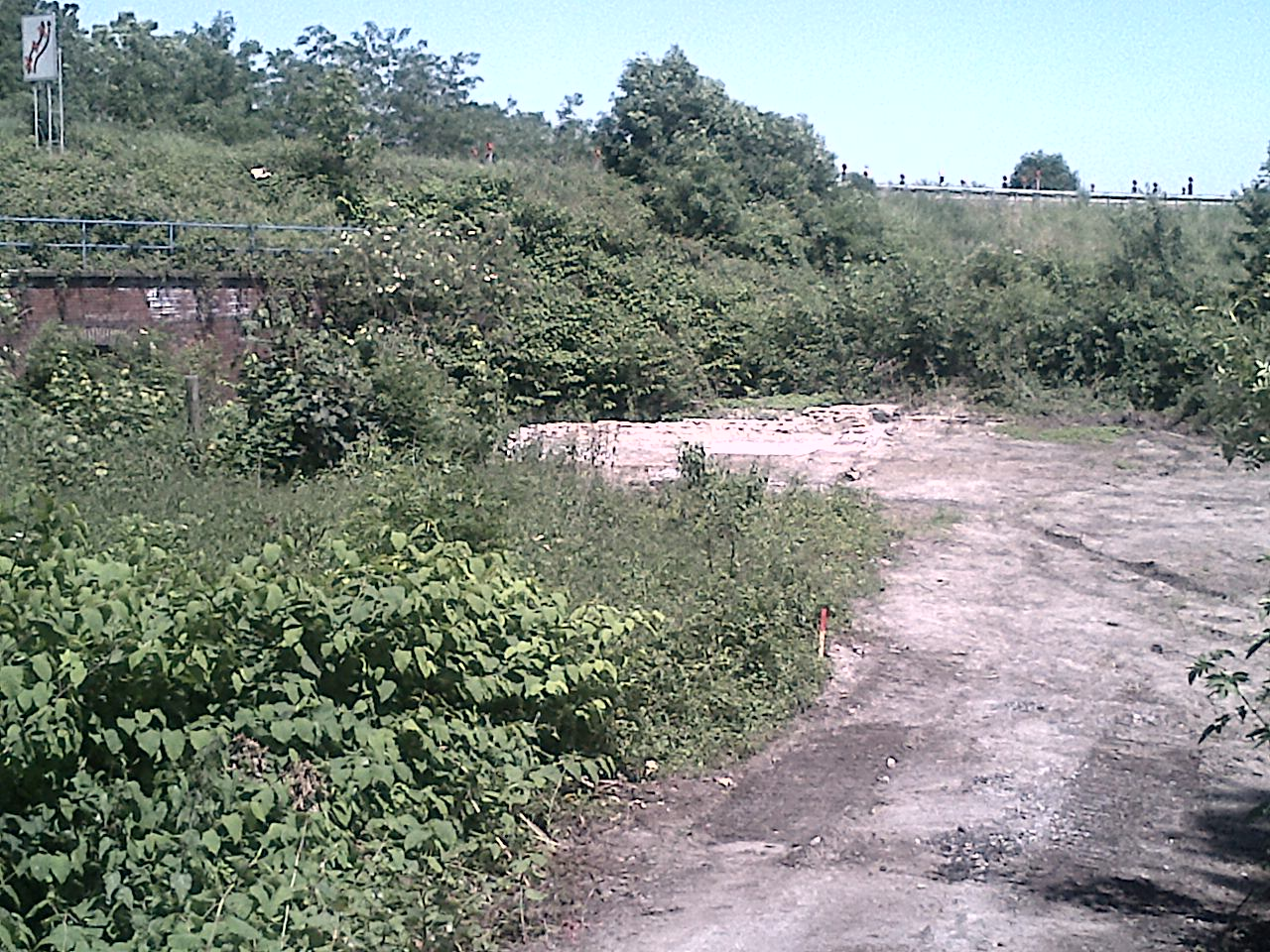
Verbleibende Keller/Fundamente der Ölmühle (Düsseldorf-Angermund) nach Abriss im Mai 2014

Die Ölmühle, im Volksmund auch Rapsmühle oder Winkelhauser Mühle genannt, war eine Wassermühle mittelalterlichen Ursprungs im Düsseldorfer Stadtteil Angermund. Der oberirdische Teil wurde für einen Ausbau der Bundesstraße 288 im Mai 2014 abgerissen. Die Keller und Fundamente sind als Bodendenkmal geschützt und noch vorhanden.

## Lage
Die Mühle befand sich im nördlichsten Zipfel des Gebiets der Stadt Düsseldorf an der Grenze zum Duisburger Stadtteil Huckingen. Nur wenige Meter weiter östlich verläuft der Angerbach, direkt nördlich der ehemaligen Ölmühle die Bundesstraße 288.

## Geschichte
Das letzte, im Mai 2014 abgerissene Gebäude stammte aus der zweiten Hälfte des 18. Jahrhunderts. Ein früheres Mühlengebäude, das seit mindestens dem 12./13. Jahrhundert existierte, lag noch etwas näher zum Rittersitz Groß-Winkelhausen. Die Ölmühle gehörte wie die Sandmühle zum Besitz der Herren von Winkelhausen. Zusammen mit dem Gut Winkelhausen kam die Ölmühle als Erbe an die Herren von Hatzfeld. Als diese 1817 von Behörden nach einer Konzession für den Betrieb der Ölmühle gefragt wurden, antwortete die Gräfin Hatzfeld: „… da kündig ist, dass die Rittergüter schon im Jahre 1450 ihre Freyheit genossen, so glaube ich, dass derobenhalben nie ein Concessionschein, davon ich keinen besitze, ist ertheilt worden.“ Das später zur Kornmühle umgestaltete Haus war zu diesem Zeitpunkt aber schon nicht mehr in Betrieb.
Im 19. Jahrhundert waren dort lange Schweizer, d. h. Melker, des Guts Groß-Winkelhausen untergebracht. 1830 lebten in der Winkelhausmühle noch 10 Menschen. Später wurde das Schweizerhaus als Wohnhaus vermietet. Das Wasserrad wurde vor 1933 entfernt. Bis zum Abriss konnte man im Mauerwerk des östlichen Giebels noch die runde Aussparung für die Achse des Mühlenrads erkennen. Der mittelalterliche Keller, in dem sich ein Großteil des Mühlwerks befunden haben muss, wurde in der Vergangenheit zugeschüttet.

## Heutiger Zustand
Da die Bundesstraße 288 weiter zur Bundesautobahn 524 ausgebaut werden soll, wurden die oberirdischen Gebäudeteile im Mai 2014 abgerissen. Die seit dem 7. April 2010 als Bodendenkmal geschützten Fundamente und Keller sollen unter der Seitenböschung der ausgebauten B288 begraben werden.